# Olari (Arad)
Olari (en hongrois : Újvarsánd) est une commune du județ d'Arad, Roumanie qui compte 1 937 habitants.
La commune est composée de 2 villages : Olari et Sintea Mică.

## Culture
D'après le recensement de 2011, la commune compte 1 937 habitants, en baisse par rapport au recensement de 2002 où elle en comptait 1 942.